# Пан-ди-Асукар (Алагоас)
Пан-ди-Асукар (порт. Pão de Açúcar) — муниципалитет в Бразилии, входит в штат Алагоас. Составная часть мезорегиона Сертан штата Алагоас. Входит в экономико-статистический микрорегион Сантана-ду-Ипанема. Население составляет 26 454 человека на 2006 год. Занимает площадь 661,8 км². Плотность населения — 39,97 чел./км².
Праздник города — 3 апреля.

## История
Город основан в 1854 году.

## Статистика
- Валовой внутренний продукт на 2006 год составляет 43 059 000,00 реалов (данные: Бразильский институт географии и статистики).
- Валовой внутренний продукт на душу населения на 2006 год составляет 1627,69 реалов (данные: Бразильский институт географии и статистики).
- Индекс развития человеческого потенциала на 2000 год составляет 0,662 (данные: Программа развития ООН).

## Примечания

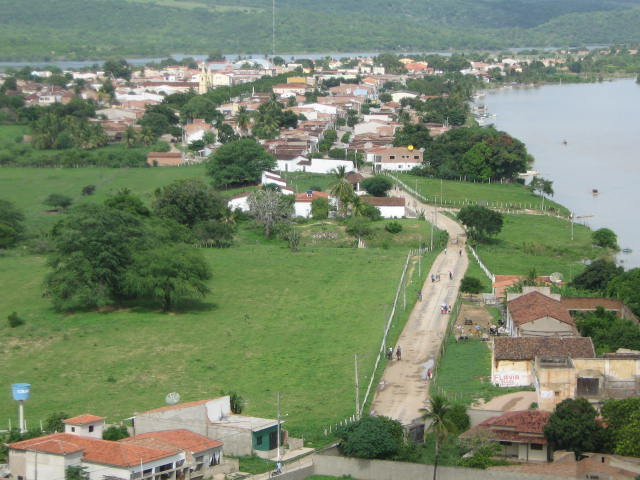
Вид на Пан-ди-Асукар

## География
Климат местности: полупустыня.